# Samoana hamadryas
Samoana hamadryas е вид коремоного от семейство Partulidae. Видът е критично застрашен от изчезване.

## Разпространение
Разпространен е във Френска Полинезия (Австралски острови).